# 格兰
格兰（法語：Glun，法語發音：[ɡlœ̃]）是法国阿尔代什省的一个市镇，属于罗讷河畔图尔农区。

## 地理
格兰（45°0'57"N, 4°50'19"E）面积7.56 平方千米，位于法国奥弗涅-罗讷-阿尔卑斯大区阿尔代什省，该省份为法国东南部内陆省份，北起顺时针与卢瓦尔省、伊泽尔省、德龙省、沃克吕兹省、加尔省、洛泽尔省和上盧瓦爾省接壤。
与格兰接壤的市镇（或旧市镇、城区）包括：沙托布尔、莫沃、普拉、圣罗曼德莱尔、拉罗什德格兰。

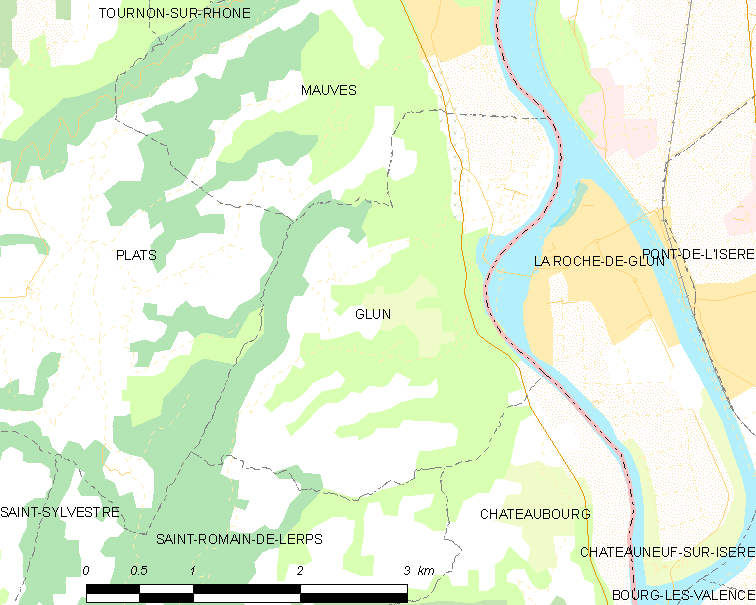
格兰的OSM定位图

格兰的时区为UTC+01:00、UTC+02:00（夏令时）。

## 行政
格兰的邮政编码为07300，INSEE市镇编码为07097。

## 政治
格兰所属的省级选区为罗讷河畔图尔农县。

## 人口

1962-2008年间格兰人口变化图示

格兰于2022年1月1日时的人口数量为686人。